# Johann Heinrich Schomburgk
Johann Heinrich Schomburgk (* 20. April 1663 in Tanne; † 19. Januar 1708 in Querfurt) war ein Mediziner und Bürgermeister der Stadt Querfurt.
Johann Heinrich Schomburgk ist der Stammvater der weitverzweigten Familie Schomburgk. In Querfurt steht bis heute das ehemalige Wohnhaus der Familie.

## Leben
Johann Heinrich Schomburgk wurde als Sohn des Bergbaubeamten und Hüttenmeisters Johann Heinrich Schomburgk in Tanne geboren. Er ging 1682 nach Leipzig und nahm dort ein Medizinstudium auf. Nach Abschluss des Studiums wurde ihm 1688 ein Physikat in Blankenburg/Harz angeboten. Schomburgk ging jedoch nach Querfurt und ließ sich dort als Arzt nieder. Er gilt als der erste niedergelassene Arzt in Querfurt. 1698 wurde Schomburgk in das Amt des Bürgermeisters gewählt. 
Schomburgk war bis 1708 Bürgermeister von Querfurt und starb dort am 19. Januar 1708 nach kurzer Krankheit.